# حماد الحماد
حماد الحماد, لاعب كرة قدم سعودي, من مواليد 1966, لعب نادي التعاون السعودي منذ 1984 وحتى اعتزاله في سنة 2000. ويعد أبرز لاعب مر في تاريخ نادي التعاون إذا انه وصل مع الفريق إلي لنهائي كأس خادم الحرمين الملك فهد موسم 1990.